# 3787 Aivazovskij
A 3787 Aivazovskij (ideiglenes jelöléssel 1977 RG7) a Naprendszer kisbolygóövében található aszteroida. Nyikolaj Sztyepanovics Csernih fedezte fel 1977. szeptember 11-én.